# Artigos do Rei Henrique
Os Artigos do Rei Henrique, ou Artigos henriqueanos (polonês: Artykuły henrykowskie, latim: Articuli Henriciani), estabelecem os princípios fundamentais de governo e a lei constitucional na República das Duas Nações na forma de 21 Artigos escritos e aprovados pela szlachta em 1573 na cidade de Kamien, próxima a Varsóvia, durante o interregno que se seguiu à extinção da segunda dinastia polonesa dos Jagiellon. O documento traz este nome pelo fato de Henryk Walezy (o Príncipe francês Henrique de Valois), o primeiro rei polonês eleito, que foi obrigado a assinar os Artigos antes de lhe ser permitido assumir o trono. Posteriormente, a todo rei eleito era exigido jurar fidelidade a eles.
Os Artigos estipulavam que o rei só podia ser eleito por "eleição livre”. A cada dois anos ele teria que convocar uma sejm geral (polonês: "sejm walny", ou parlamento). Qualquer arrecadação em massa ou coleta de impostos só poderia ser autorizada pela sejm.  No intervalo das sejms, 16 senadores--4 a cada seis meses por vez—estariam ao lado do rei como seus conselheiros residentes e inspetores. Incorporados aos Artigos estavam as garantias da liberdade religiosa da Confederação de Varsóvia. A nobreza (szlachta)--a fonte parlamentaria das leis da República—reservou para si mesma o direito de recusar obediência ao rei caso ele não cumprisse as leis da República.
Enquanto a pacta conventa incluía somente as promessas pessoais do rei eleito, os Artigos do Rei Henrique eram um estatuto permanente que todos os reis eleitos tinham que jurar obediência, iniciado pelo primeiro rei polonês eleito, que se tornaria mais tarde Henrique III da França. As cláusulas dos Artigos do Rei Henrique estabeleciam que:
- os reis da República das Duas Nações são todos escolhidos por eleição da szlachta e nunca sucedidos pelo direito de herança;
- o rei deve convocar a Sejm (o parlamento polonês) pelo menos a cada dois anos por um período de seis semanas;
- o rei não tem direito de criar novos impostos, tarifas ou algo semelhante sem a aprovação da Sejm;
- o rei não tem direito de convocar pessoas para servirem ao exército sem a aprovação da Sejm;
- o rei não tem direito de declarar guerra ou paz sem a aprovação da Sejm.

Os Artigos do Rei Henrique criaram um Conselho composto por 16 senadores (também chamados de "residentes"). O Conselho era eleito a cada dois anos durante a sessão da Sejm. Quatro de seus membros (substituídos a cada seis meses) eram obrigados a acompanhar o rei e servir-lhe como conselheiro e supervisor para assegurar que o rei não tomasse nenhuma decisão contrária às leis da República.
Os Artigos mantiveram a tradição informal de que o rei não poderia recrutar pessoas para atuarem fora dos limites da República sem uma compensação e que deveria pagar pelo exército real (wojsko kwarciane). Os Artigos também incluíam uma lista de cargos oficiais e títulos na República.
Finalmente, caso o monarca transgredisse as leis ou os privilégios da szlachta, os Artigos autorizavam a szlachta a não cumprir as ordens ou os atos do rei contra ela (por intermédio de uma rokosz, ou rebelião). Cada rei tinha que jurar que "se algo for feito por nós contra as leis, liberdades, privilégios ou costumes, nós declaramos que todos os habitantes do reino estão livres de nos obedecer".